# Jedinečný nůž
Jedinečný nůž (též Dokonalý nůž, v originále The Subtle Knife) je fantasy román anglického spisovatele Philipa Pullmana. Spolu s knihami Zlatý kompas a Jantarové kukátko tvoří trilogii Jeho temné esence. Děj osciluje mezi třemi světy: naším, Lyřiným, kde každý člověk má svého démona, a světem Cittagaze.

## Obsah
Po tom, co se Lyra s démonem Pantalaimonem ve Zlatém kompasu dostala do jiného světa (Cittagaze), se potká s Willem z našeho světa. Spolu zde prožívají různá dobrodružství, Lyra se spřátelí s vědkyní Mary Maloneovou z Willova světa, ale hlavně - Will se po souboji, kdy ztratí dva prsty, stane nositelem jedinečného nože, kterým může proříznout otvory do dalších světů.
Ke konci se Lyra potká s divoženkou Serafinou Pekkalou, známou ze Zlatého kompasu, a Will se svým otcem. Ve stejnou dobu se Lyra najednou v horách Cittagaze ztratí...